# 侮辱公務員罪
侮辱公務員罪是一項刑事罪行，指侮辱正在執行職務的公務員，常見的例子如侮辱警察。本罪並非國際公認的犯罪。

## 概說
本罪性質上屬於侮辱罪的特別罪，其所保護之法益並非公務員個人的名譽，而係国家的外部名譽與執法威信，藉以達成公权力的有效運作。不過，以刑罚手段懲罰蔑視、污辱國家權威的行為，在實踐上經常叢生是否侵犯言論自由的爭議；因此本罪並非普遍公認犯罪，一些地區不處罰相關行為，或僅以行政罰裁處之。

## 各地規定

### 中華民國
《中華民國刑法》第140條設有侮辱公務員罪：
於公務員依法執行職務時，當場侮辱或對於其依法執行之職務公然侮辱者，處一年以下有期徒刑、拘役或十萬元以下罰金。
本罪該當，需公務員合法執行職務時，當場侮辱公務員或公然侮辱其職務者，始克當之。又稱公然者，謂不特定多數人得以共見共聞之狀態。
原設有第1項《侮辱公務員罪》及第2項《侮辱公署罪》，2021年12月28日立法院三讀通過刪除第2項、並提高第1項之罪罰則。
憲法法庭113年憲判字第5號判決，宣判後半「侮辱職務罪」部分違憲。

### 法國
《法國刑法典》第433-5條規定侮辱公職人員罪（Outrage à agent public）：

1. 對負責公共服務的任務的人員，在其執行任務中或因其執行任務，用言語、動作或威脅、非公開的任何性質的文字或圖像，或發送任何物品，足以損害其尊嚴，或足以損害其受託的職務所應得的尊重，構成侮辱罪，科7500歐元罰金。
2. 當侮辱是對公共機關的執法人員作出時，處六個月監禁並科7500歐元罰金。
3. 當侮辱是對負責公共服務的任務的人員作出，並且事件在學校或教育機構裏面發生，或當學生出入時在這些機構附近發生，處7個月監禁並科7500歐元罰金。
4. 當侮辱是多人共同作出時，第1段所指的侮辱處6個月監禁並科7500歐元罰金，第2段所指的侮辱處1年監禁並科15000歐元罰金。

### 澳門
《澳門刑法典》第175條、第176條規定侮辱罪，最高可處3個月徒刑或科120日罰金；而第178條規定，對「公務員、教學人員、公共考核員、證人或律師」，「在執行其職務時或因其職務」而作出侮辱，構成加重侮辱罪，刑罰最低及最高限度均加重2分之1。

### 新加坡
新加坡國會2014年通過《防止騷擾法案》，將侮辱公務員罪擴大涵蓋範圍至公務員及公共服務人員。任何人如果因為公務員或公共服務人員的職務，而向其作出不雅、威嚇、辱罵或侮辱的言行或通訊，會被判最高5000新加坡元罰款或最長1年監禁。